# Маргарита Марія Алякок
Свята Маргари́та Марі́я Аляко́к (фр. Marguerite-Marie Alacoque; 1647–1690) — французька монахиня, засновниця культу «Найсвятішого Серця Ісуса».

## Життєпис
Маргарита Марія Алякок народилася 22 липня 1647 року в Лотекурі (фр. L'Hautecour), тепер частині комуни Веровр біля Отена.
Її батько, адвокат за професією, умер у молодих літах, і після його смерті (1655) вона прийшла в монастир Благовіщення Пресвятої Богородиці в Шаролі.
У монастирі її розбив параліч, зцілення від якого вона приписала заступництву Богородиці, після чого зважилася вести аскетичне життя, вступила в 1671 році в монахині у Візитандинський монастир у Парэ-Ле-Моніалі й там назвалася за іменем Пресвятої Діви Марії.
Про свій релігійний екстаз вона написала містичний твір «La devotion au coeur de Jesus», що був оприлюднений в 1698 патером Краузе. Твір послужив приводом до заснування культу Святого Серця Ісуса, про поширення якого ще в той час почали піклуватися єзуїти.
Алякок померла 17 жовтня 1690 року й в 1864 році була зарахована папою римським Пієм IX до лику святих.